# 门赫姜灿金·安赫采采格
门赫姜灿金·安赫采采格（1997年12月25日—），蒙古女子举重运动员，2021年世界举重锦标赛女子87公斤级金牌得主、2022年世界举重锦标赛女子87公斤级银牌得主。